# Polonia la Concursul Muzical Eurovision 2010

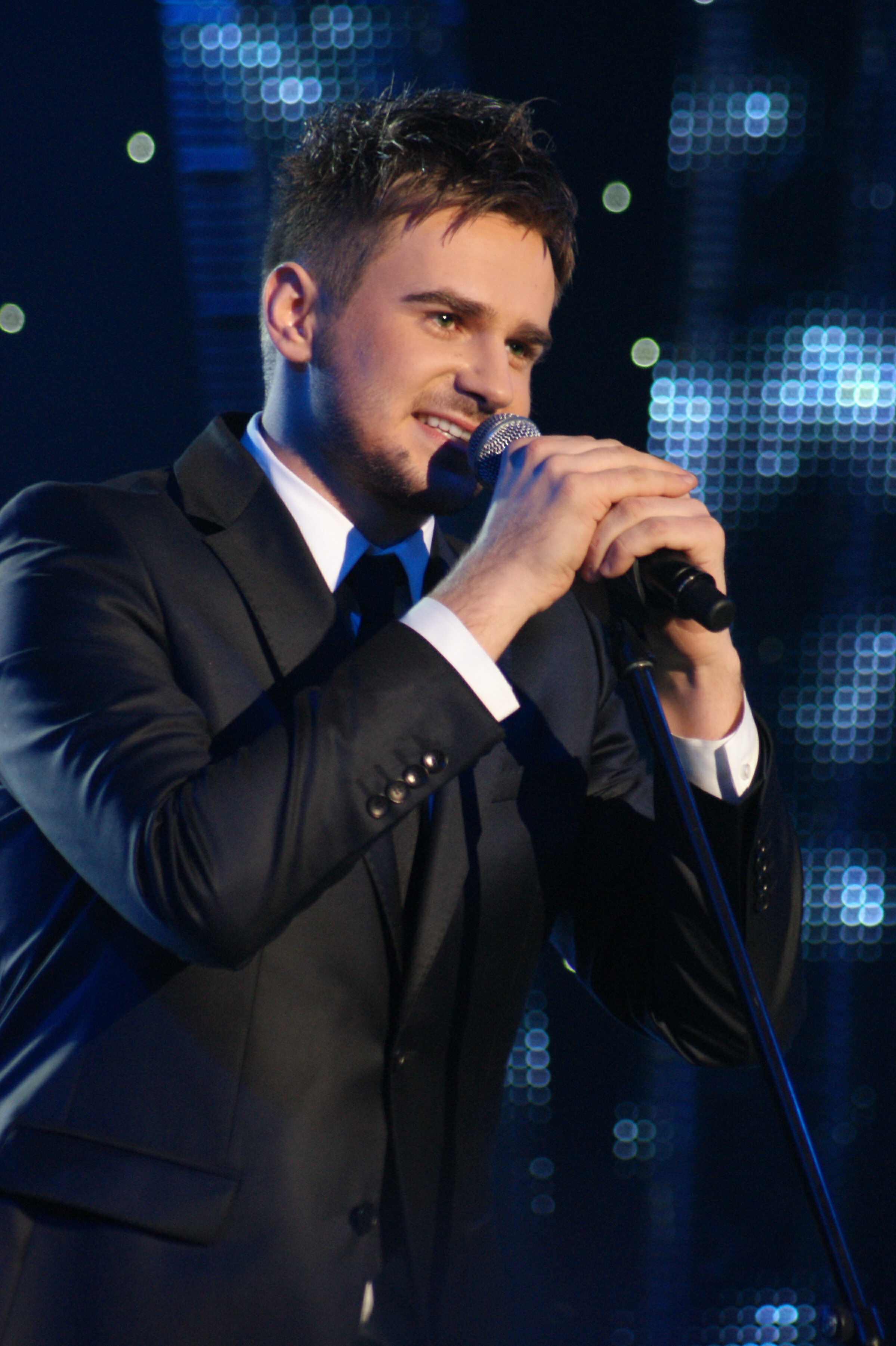
Marcin Mroziński

Polonia participă la concursul muzical Eurovision 2010. Concursul național de selectare a reprezentantului ei s-a numit Krajowe Eliminacje 2010 șis-a desfășurat la 14 februarie 2010. A învins interpretul Marcin Mroziński cu melodia Legenda (cântec).